# 迪特兰姆·舍费勒
迪特兰姆·朔伊费勒（Dietram A. Scheufele）是一名社会学家，在威斯康星大学麦迪逊分校生命科学传播系担任科学传播学讲席教授。在麦迪逊任教之前，朔伊费勒拥有康奈尔大学传播系的终身教职。  
他在舆论和政治传播领域发表了广泛的著作，包括框架理论、参与式民主和沉默螺旋的研究。 他最近的工作涉及科学传播学和公众对争议技术的态度，尤其是在纳米技术、气候变化、转基因作物、人类基因组编辑等领域。
朔伊费勒（Scheufele）被引用最多的文章为1999年发表在Journal of communication上的一篇关于框架理论的综述：Framing as a theory of media effects。该文自被撰写以来，已被引用了近5000次，是该期刊引用次数最多的文章之一。